# 水神
水神、海神、河川神、湖泊神都可以統稱水神，其稱呼廣泛。
世界各地宗教信仰中，江湖河海等各種水域的神祇；或是保護航海、水上航运的神祇都屬於水神。

## 神靈信仰

### 東亞

#### 中國神話
- 山海經：共工氏神與禺強、河伯
- 四海神君：南海之神祝融、東海之神勾芒、北海之神玄冥、西海之神蓐收

#### 龍神崇拜
- 四海龍王：南海「廣利王」、東海「廣德王」、北海「廣澤王」、西海「廣順王」

#### 民間信仰
- 臺灣本土化的媽祖信仰
- 福建下四府、潮汕、港澳地區最具盛名的海上女神天上聖母（媽祖）
- 代表北方的道教大神真武玄天上帝 (北海玄冥之人格化)
- 擅長治水的傳說君主禹帝、早期船員水手篤信的水仙尊王
- 掌控水源的水官大帝、水德星君
- 江西人信奉的樂山通遠王
- 福建人信奉的感天大帝
- 福州人與琉球群岛人信奉的懿德夫人、水部尚书、拿公
- 广东人信奉的洪聖大王 (南海祝融之人格化)
- 香港人譚紫霄真人
- 江浙人信奉的曹娥夫人、金龍大王、晏公
- 大陳人信奉如意娘娘
- 洞庭湖的水神本是传说中舜帝的两个妃子娥皇、女英，合称“潇湘二妃”
- 四川等地信奉的川主

#### 台灣原住民
- 古代鯨魚神崇拜（英语：Whale worship）
- 太魯閣族的水神 Utux Qsiya（沽西亞）
- 賽夏族的水神
- 噶哈巫族與巴宰族的水神 Apu Mao

### 日本神話
- 闇淤加美神
- 水分神
- 海神綿津見神
- 航海神住吉三神

### 希腊神话
- 波塞冬
- 阿芙蘿黛蒂
- 安菲特里忒
- 特里同
- 俄刻阿诺斯
- 忒堤斯
- 忒提斯
- 涅柔斯
- 蓬托斯
- 塔拉萨 (希腊神话)
- 普罗透斯
- 格劳科斯
- 福耳库斯
- 俄刻阿尼得斯
- 涅瑞伊得斯

### 罗马神话
- 海王尼普顿

### 美索不达米亚神話
- 甜水神阿勃祖
- 咸水神迪亚马特
- 恩基（埃阿）

### 北欧神话
- 荒海之神埃吉爾
- 近海之神尼奥尔德

### 印度神话
- 伐楼拿
- 娑羅室伐底
- 恒河女神

### 埃及神话
- 努恩
- 湿气女神泰芙努特

### 阿茲特克神話
- 雨神特拉洛克
- 水神查爾丘特里魁

## 藝文作品
- 古龙的晚期作品《短刀集》的最後一篇短篇小說《海神》
- 韓國作家崔仁浩的小說《海神》。
- 韩国电视连续剧《海神》。

[在维基数据编辑]
 《欽定古今圖書集成·博物彙編·神異典·海神部》，出自陈梦雷《古今圖書集成》